# Hästtjärnen, Värmland
Hästtjärnen är en sjö i Filipstads kommun i Värmland och ingår i Göta älvs huvudavrinningsområde. Sjön har en area på 0,0867 kvadratkilometer och ligger 240,4 meter över havet. Sjön avvattnas av vattendraget Dansarbacksbäcken.

## Delavrinningsområde
Hästtjärnen ingår i det delavrinningsområde (666161-140518) som SMHI kallar för Mynnar i Nordvikssjön. Medelhöjden är 286 meter över havet och ytan är 3,3 kvadratkilometer. Det finns inga avrinningsområden uppströms utan avrinningsområdet är högsta punkten. Dansarbacksbäcken som avvattnar avrinningsområdet har biflödesordning 4, vilket innebär att vattnet flödar genom totalt 4 vattendrag innan det når havet efter 401 kilometer. Avrinningsområdet består mestadels av skog (73 procent). Avrinningsområdet har 0,61 kvadratkilometer vattenytor vilket ger det en sjöprocent på 10,1 procent.